# Heterospathe
Genre
Heterospathe est un genre de la famille des Arecaceae (Palmiers), comprenant des espèces natives des Philippines.
Ce genre possède les synonymes suivants :
- Heterospathe Scheff.
- Alsmithia H.E.Moore
- Heterospatha
- Alsmithia

## Classification
- Sous-famille des Arecoideae
  - Tribu des Areceae

## Liste des espèces, sous-espèces et variétés
Selon Catalogue of Life (15 septembre 2014) :
- Heterospathe annectens
- Heterospathe arfakiana
- Heterospathe brevicaulis
- Heterospathe cagayanensis
- Heterospathe califrons
- Heterospathe clemensiae
- Heterospathe compsoclada
- Heterospathe delicatula
- Heterospathe dransfieldii
- Heterospathe elata
- Heterospathe elegans
- Heterospathe elmeri
- Heterospathe glabra
- Heterospathe glauca
- Heterospathe intermedia
- Heterospathe kajewskii
- Heterospathe ledermanniana
- Heterospathe lepidota
- Heterospathe longipes
- Heterospathe macgregorii
- Heterospathe minor
- Heterospathe muelleriana
- Heterospathe negrosensis
- Heterospathe obriensis
- Heterospathe parviflora
- Heterospathe philippinensis
- Heterospathe phillipsii
- Heterospathe pilosa
- Heterospathe pulchra
- Heterospathe pullenii
- Heterospathe ramulosa
- Heterospathe salomonensis
- Heterospathe scitula
- Heterospathe sensisi
- Heterospathe sibuyanensis
- Heterospathe sphaerocarpa
- Heterospathe trispatha
- Heterospathe uniformis
- Heterospathe woodfordiana

Selon GRIN (15 septembre 2014) :
- Heterospathe elata Scheff.
- Heterospathe glauca (Scheff.) H. E. Moore
- Heterospathe salomonensis Becc.

Selon ITIS (15 septembre 2014) :
- Heterospathe elata Scheff.

Selon World Checklist of Selected Plant Families (WCSP) (15 septembre 2014) :
- Heterospathe annectens H.E.Moore (1969)
- Heterospathe arfakiana (Becc.) H.E.Moore (1970)
- Heterospathe barfodii L.M.Gardiner & W.J.Baker (2012)
- Heterospathe brevicaulis Fernando (1990)
- Heterospathe cagayanensis Becc., Philipp. J. Sci. (1909)
- Heterospathe califrons Fernando (2001)
- Heterospathe clemensiae (Burret) H.E.Moore (1969)
- Heterospathe compsoclada (Burret) Heatubun (2009)
- Heterospathe delicatula H.E.Moore (1969)
- Heterospathe dransfieldii Fernando (1990)
- Heterospathe elata Scheff. (1876)
  - variété Heterospathe elata var. elata
  - variété Heterospathe elata var. palauensis (Becc.) Becc., Atti Soc. Tosc. Sci. Nat. Pisa (1934)
- Heterospathe elegans (Becc.) Becc. (1909)
  - sous-espèce Heterospathe elegans subsp. elegans
  - sous-espèce Heterospathe elegans subsp. humilis (Becc.) M.S.Trudgen & W.J.Baker (2008 publ. 2009)
- Heterospathe elmeri Becc. (1909)
- Heterospathe glabra (Burret) H.E.Moore (1969)
- Heterospathe glauca (Scheff.) H.E.Moore (1969)
- Heterospathe intermedia (Becc.) Fernando (1990)
- Heterospathe kajewskii Burret (1936)
- Heterospathe ledermanniana Becc. (1923)
- Heterospathe lepidota H.E.Moore (1969)
- Heterospathe longipes (H.E.Moore) Norup (2005)
- Heterospathe macgregorii (Becc.) H.E.Moore (1970)
- Heterospathe minor Burret (1936)
- Heterospathe muelleriana (Becc.) Becc., Atti Soc. Tosc. Sci. Nat. Pisa (1934)
- Heterospathe negrosensis Becc., Philipp. J. Sci. (1909)
- Heterospathe obriensis (Becc.) H.E.Moore (1969)
- Heterospathe parviflora Essig (1992)
- Heterospathe philippinensis (Becc.) Becc., Philipp. J. Sci. (1909)
- Heterospathe phillipsii D.Fuller & Dowe (1997)
- Heterospathe pilosa (Burret) Burret (1935)
- Heterospathe porcata W.J.Baker & Heatubun (2012)
- Heterospathe pulchra H.E.Moore (1969)
- Heterospathe pullenii M.S.Trudgen & W.J.Baker (2008 publ. 2009)
- Heterospathe ramulosa Burret (1936)
- Heterospathe salomonensis Becc. (1910)
- Heterospathe scitula Fernando (1990)
- Heterospathe sensisi Becc. (1914)
- Heterospathe sibuyanensis Becc. (1919)
- Heterospathe sphaerocarpa Burret (1935)
- Heterospathe trispatha Fernando (1990)
- Heterospathe uniformis Dowe (1996)
- Heterospathe woodfordiana Becc. (1914)

Selon The Plant List (15 septembre 2014) :
- Heterospathe annectens H.E.Moore
- Heterospathe arfakiana (Becc.) H.E.Moore
- Heterospathe brevicaulis Fernando
- Heterospathe cagayanensis Becc.
- Heterospathe califrons Fernando
- Heterospathe clemensiae (Burret) H.E.Moore
- Heterospathe compsoclada (Burret) Heatubun
- Heterospathe delicatula H.E.Moore
- Heterospathe dransfieldii Fernando
- Heterospathe elata Scheff.
- Heterospathe elegans (Becc.) Becc.
- Heterospathe elmeri Becc.
- Heterospathe glabra (Burret) H.E.Moore
- Heterospathe glauca (Scheff.) H.E.Moore
- Heterospathe intermedia (Becc.) Fernando
- Heterospathe kajewskii Burret
- Heterospathe ledermanniana Becc.
- Heterospathe lepidota H.E.Moore
- Heterospathe longipes (H.E.Moore) Norup
- Heterospathe macgregorii (Becc.) H.E.Moore
- Heterospathe minor Burret
- Heterospathe muelleriana (Becc.) Becc.
- Heterospathe negrosensis Becc.
- Heterospathe obriensis (Becc.) H.E.Moore
- Heterospathe parviflora Essig
- Heterospathe philippinensis (Becc.) Becc.
- Heterospathe phillipsii D.Fuller & Dowe
- Heterospathe pilosa (Burret) Burret
- Heterospathe pulchra H.E.Moore
- Heterospathe pullenii M.S.Trudgen & W.J.Baker
- Heterospathe ramulosa Burret
- Heterospathe salomonensis Becc.
- Heterospathe scitula Fernando
- Heterospathe sensisi Becc.
- Heterospathe sibuyanensis Becc.
- Heterospathe sphaerocarpa Burret
- Heterospathe trispatha Fernando
- Heterospathe uniformis Dowe
- Heterospathe woodfordiana Becc.

Selon Tropicos (15 septembre 2014) (Attention liste brute contenant possiblement des synonymes) :
- Heterospathe annectens H.E. Moore
- Heterospathe arfakiana (Becc.) H.E. Moore
- Heterospathe brevicaulis Fernando
- Heterospathe cagayanensis Becc.
- Heterospathe califrons Fernando
- Heterospathe clemensiae (Burret) H.E. Moore
- Heterospathe delicatula H.E. Moore
- Heterospathe dransfieldii Fernando
- Heterospathe elata Scheff.
- Heterospathe elegans (Becc.) Becc.
- Heterospathe elmeri Becc.
- Heterospathe elongata
- Heterospathe glabra (Burret) H.E. Moore
- Heterospathe glauca (Scheffer) H.E. Moore
- Heterospathe humilis Becc.
- Heterospathe intermedia (Becc.) Fernando
- Heterospathe kajewskii Burret
- Heterospathe ledermanniana Becc.
- Heterospathe lepidota H.E. Moore
- Heterospathe longipes (H.E. Moore) Norup
- Heterospathe macgregorii (Becc.) H.E. Moore
- Heterospathe micrantha (Becc.) H.E. Moore
- Heterospathe minor Burret
- Heterospathe muelleriana (Becc.) Becc.
- Heterospathe negrosensis Becc.
- Heterospathe obriensis (Becc.) H.E. Moore
- Heterospathe palauensis Becc.
- Heterospathe parviflora Essig
- Heterospathe philippinensis (Becc.) Becc.
- Heterospathe phillipsii D.Fuller & Dowe
- Heterospathe pilosa (Burret) Burret
- Heterospathe pisifera (Gaertn.) Burret
- Heterospathe pulchra H.E. Moore
- Heterospathe ramulosa Burret
- Heterospathe salomonensis Becc.
- Heterospathe scitula Fernando
- Heterospathe sensisi Becc.
- Heterospathe sibuyanensis Becc.
- Heterospathe sphaerocarpa Burret
- Heterospathe trispatha Fernando
- Heterospathe uniformis Dowe
- Heterospathe versteegiana Becc.
- Heterospathe woodfordiana Becc.